# Cléo de Verberena
Jacyra Martins da Silveira (Amparo, 26 de junio de 1904 - Sao Paulo, 6 de octubre de 1972), conocida por su nombre artístico Cléo de Verberena, fue una actriz y directora de cine brasileña. Se la considera la primera mujer brasileña en dirigir una película: O Mistério do Dominó Preto de 1931.

## Biografía
Jacyra Martins Silveira nació el 26 de junio de 1904 en la ciudad de Amparo . Durante la década de 1920 se mudó a São Paulo . Se enamoró del cine; sus directores favoritos eran von Stroheim y Fred Niblo, y su actriz favorita era Greta Garbo .
Allí conoció a Cesar Melani, hijo de Ângelo Melani y Amabile Facci, terratenientes de Franca, con quien finalmente se casaría y tendría un hijo, Cesar Augusto. En 1930 fundaron su estudio, EPICA-FILM, en el distrito de Santa Cecilia, en São Paulo. Jacyra adoptó el nombre de artista Cléo de Verberena, y Melani se llamó a sí mismo Laes Mac Reni.
La primera y única producción de EPICA-FILM fue O Mistério do Dominó Preto (El misterio del dominó negro), basada en la novela escrita por Martinho Correa. El largometraje fue dirigido y protagonizado por Cléo de Verberena; su esposo también trabajó en la producción y como actor. Cléo también actuó en obras de teatro con el grupo ViaLáctea durante 1931.
En 1932 se mudó con su familia a Río de Janeiro para promover O Mistério y tratar de encontrar trabajo en la industria. Su participación en la industria del cine estuvo, sin embargo, restringida a O Mistério do Dominó Preto. No tuvo ninguna otra participación en películas.
Cesar Melani murió en 1935 y Jacyra no volvió a implicarse en el cine. Se casó unos años después con el cónsul chileno Francisco Landestoy Saint Jean, mudándose con él a Inglaterra y más tarde a Chile. Francisco murió en 1953. Cléo se instaló en São Paulo con su hijo César.
Murió el 6 de octubre de 1972 en São Paulo.